# Алхан-Юртовское сражение
Алхан-Юртовское сражение, состоявшееся 26-29 марта 1919 года между частями Вооружённых сил Юга России и Чеченской Красной армии и ополченцами за село Алхан-Юрт (Чеченский округ), было частью Гражданской войны в России.

## Предыстория
После поражения в Гойтинском сражении деникинцы не рискнули снова напасть на Гойты. Они стали совершать рейды на другие чеченские сёла. 23 марта в результате упорных боёв были захвачены и сожжены сёла Устар-Гардой и Бердыкель. Примерно в те же дни произошло нападение Цацан-Юрт, был захвачен разъезд Джалка. В конце марта был осаждён аул Алхан-Юрт, являвшийся, как тогда говорили, «красной крепостью».
Алхан-юртовцы готовились к нападению белогвардейцев. Ими был сформирован конный отряд в 500 всадников. У них были три орудия и несколько пулемётов, которые они отбили у деникинцев или купили за свои деньги, небольшое количество боеприпасов. Среди защитников села были, кроме жителей, укрывшиеся в селе рабочие грозненских нефтепромыслов и красноармейцы. Однако белогвардейцы численно превосходили защитников более чем в десять раз.

## Сражение
Несколько дней до нападения село обстреливали 24 орудия, с железной дороги по селу вёл огонь бронепоезд. Чтобы помешать обстрелу в селе и вокруг него жители жгли навоз, создавая этим дымовую завесу. Вокруг села выкопали окопы. Из села были эвакуированы старики, женщины, дети и домашний скот. Некоторые женщины и старики не захотели покинуть село и приняли участие в сражении наравне с мужчинами. Из соседних сёл пришли ополченцы, решившие поддержать земляков в трудную минуту. На помощь алхан-юртовцам пришли части Чеченской Красной армии во главе с Асланбеком Шериповым.
В результате обстрела в селе возникали пожары, которые иногда не удавалось потушить. 26 марта деникинцам сначала удалось захватить половину села, но к вечеру под ударами обороняющихся они дрогнули и побежали. Защитникам села удалось захватить два орудия, два пулемёта, 150 ящиков патронов, снаряды. В тот же вечер отряд под командования Асланбека Шерипова напал на станицу Романовскую, чтобы выйти в тыл к белогвардейцам, однако этот рейд не увенчался успехом и отряду пришлось отступить с большими потерями.
Последующие два дня деникинцы, не оправившись от неудачи первого штурма, только обстреливали село, не решаясь пойти на новый приступ. Но в ночь на 29 марта они получили большие подкрепления и предприняли новое наступление. На этот раз их огневая поддержка была намного интенсивнее. Их численный перевес вскоре дал результат. Белогвардейцы ворвались в село и стали его поджигать. Начались интенсивные уличные бои. К вечеру деникинцам удалось окружить село. Попытки Чеченской Красной армии и ополченцев из соседних сёл прорваться на помощь осаждённым успеха не имели. Оставшиеся в селе жёны защитников воевали рядом со своими мужьями и гибли вместе с ними. Бой продолжался до полуночи. Глубокой ночью 53 уцелевших защитника села смогли вырваться из окружения. В ходе обороны погибли более 400 алхан-юртовцев (740, из которых 83 женщины). Потери деникинцев составили около 700 человек (1230).
Поражение ослабило позиции большевиков и их сторонников в Чечне. Остатки Чеченской Красной армии со своими сторонниками отошли в горы, где создали свои лагеря. В Грозном революционеры ушли в подполье. Возникло затишье в противостоянии сторон, которое революционеры использовали для вооружения и подготовки к продолжению борьбы. Деникинцами было обещано вознаграждение за поимку Шерипова и Николая Гикало, но это не помогло схватить их.